# Diego Sánchez de Bustamante
Diego Sánchez de Bustamante (p. m. siglo XIII – julio de 1282 post.), lugarteniente del adelantado mayor de Murcia.

## Biografía
Hacia 1264, cuando comenzaba la rebelión mudéjar en Murcia, se desempeñaba como alcaide de Lorca. Y ya desde comienzos de 1280 los documentos se refieren a él como adelantado del reino de Murcia por el infante Manuel de Castilla. Durante su gestión, hay constancia de que amparó al concejo de la capital cuando ciertas personalidades se negaban a pagar los tributos, y a la Iglesia de Cartagena, cuando no se le quería acudir con los diezmos y otros derechos.
El 1 de marzo el monarca Alfonso X de Castilla se dirigió a él como «adelantado maior en el regno de Murcia por el infante don Manuel». Al mes siguiente estalló la rebelión nobiliaria que derrocaría al rey Sabio y llevaría al poder a su hijo, Sancho IV. La razón de la ausencia de referencias a la titularidad del adelantamiento por parte del infante Manuel estaría en el retraso con que este noble se unió a la rebelión. De esa manera, se explica que el 27 de mayo Sancho aluda a «Diag Sanches de Bustamant, Adelantado mayor en el Regno de Murçia», y que en una carta del propio adelantado, fechada el 14 de julio de 1282, él mismo se titule «Adelantado por el Infant don Sancho en el Regno de Murçia», sin menciones del infante.
Por tanto, es claro que Diego Sánchez se sumó al bando rebelde de Sancho, que incluso, el 27 de mayo de 1282, le encomendó poner a la ciudad de Orihuela en posesión de su término. Así lo cumplió él, según acta levantada el 14 de julio, arrebatando el señorío de Abanilla a un fiel de Alfonso X, Ramón de Rocafull. A este mismo el rey Sabio nombraría adelantado mayor de Murcia.
Falleció por esos años, y tuvo un hijo, Sancho Díaz, que recibió del nuevo monarca castellano los derechos reales de la aldea de El Pozo.